# Іпельські пагорби
Іпельські пагорби (Ipeľská pahorkatina) — геоморфологічна підодиниця Подунайських пагорбів. Місце розташування — округи Левиці; Нові Замки і Крупіна. Розміщається між руслами річок Грон і Штявниця. Середня висота складає 105 метрів; найвища точка — гора Плешивець (396 метрів).. Протікає Трстянський потік.